# Vauxrenard
Vauxrenard är en kommun i departementet Rhône i regionen Auvergne-Rhône-Alpes i östra Frankrike. Kommunen ligger i kantonen Beaujeu som tillhör arrondissementet Villefranche-sur-Saône. År 2022 hade Vauxrenard 315 invånare.

## Befolkningsutveckling
Antalet invånare i kommunen Vauxrenard
| Referens: INSEE |